# Айдарський іхтіологічний заказник (Старобільський район)
Айда́рський зака́зник — іхтіологічний заказник місцевого значення в Україні; один з об'єктів природно-заповідного фонду Луганської області.

## Розташування
Заказник розташований у Старобільському районі Луганської області. Займає ділянку річки Айдар на північ від села Лиман до кордону з Новопсковським районом. Перебуває у віданні: Лиманська сільська рада.

## Історія створення
Іхтіологічний заказник місцевого значення «Айдарський» у Старобільському районі оголошений рішенням Луганської обласної ради народних депутатів № 4/19 від 15 грудня 1998 року.

## Загальна характеристика
Площа заказника становить 158,4 га. Заказник має велике значення для збереження популяцій риб, що піднімаються на нерест із Сіверського Дінця та Дону.

## Іхтіофауна
На ділянці річки Айдар, що входить до заказника, мешкають рідкісні види риб, занесені до Червоної книги України: мінога українська, вирозуб та ялець Данилевського.

## Галерея

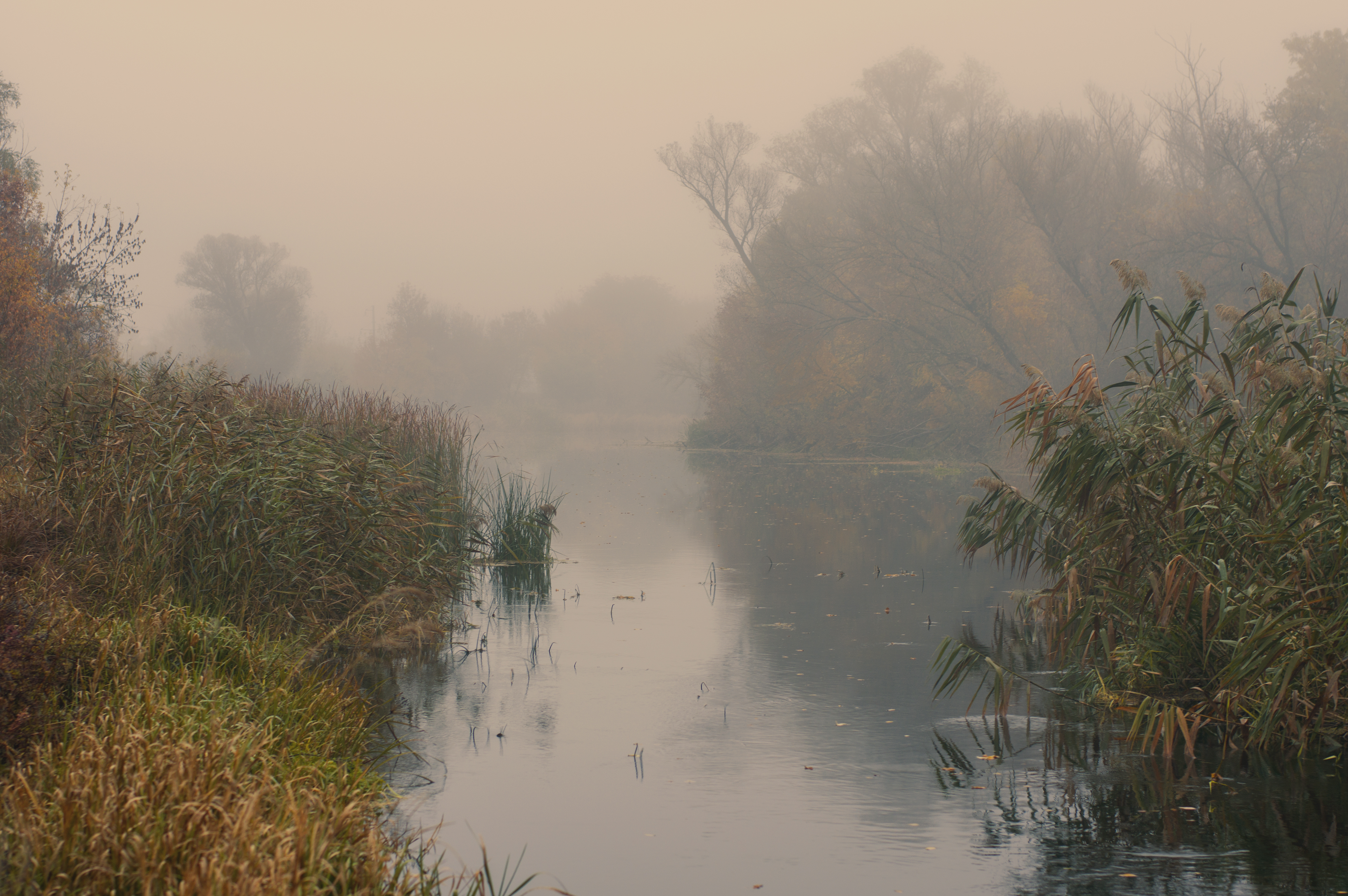
Ранок на Айдарі
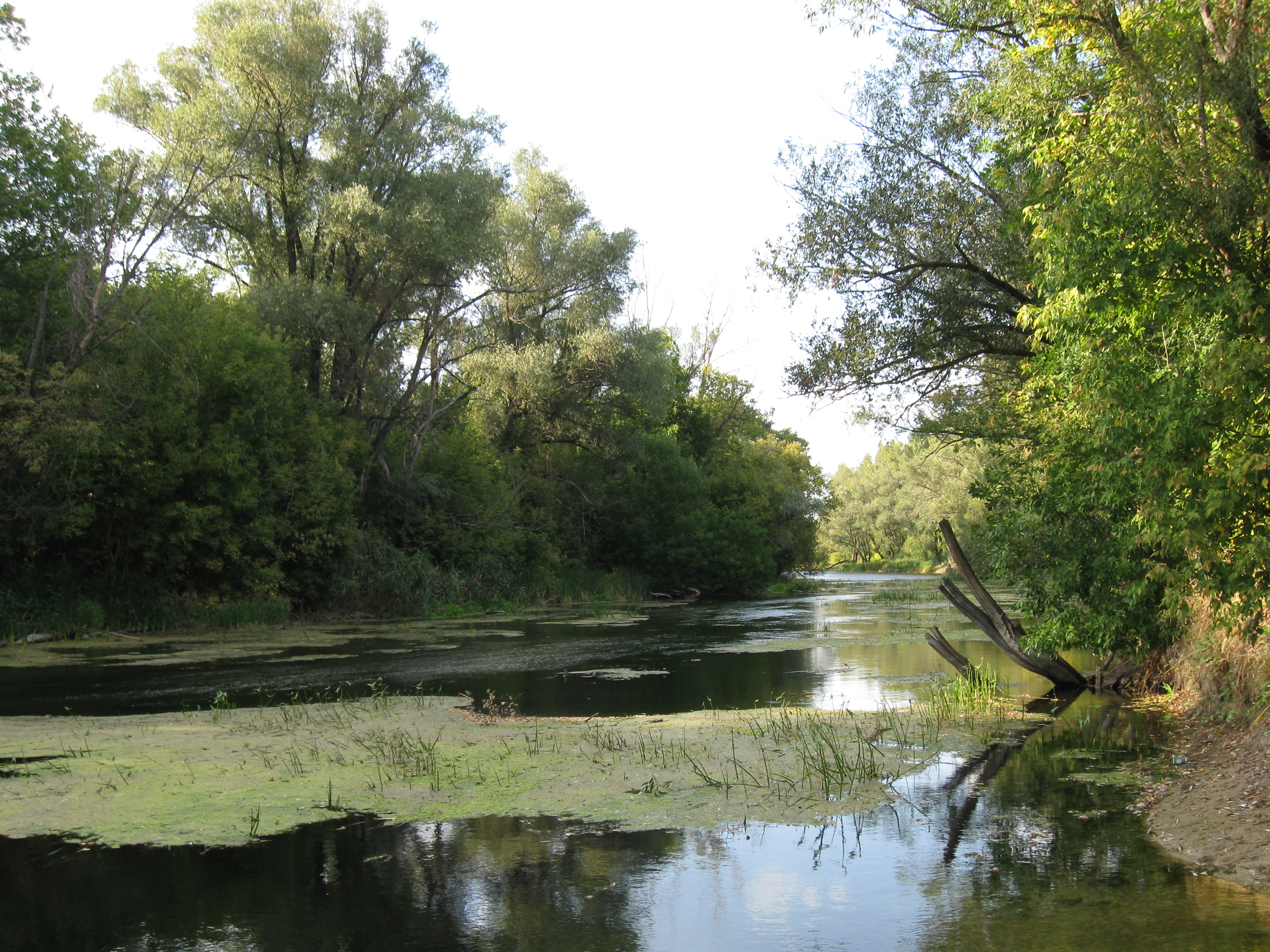
Айдар влітку
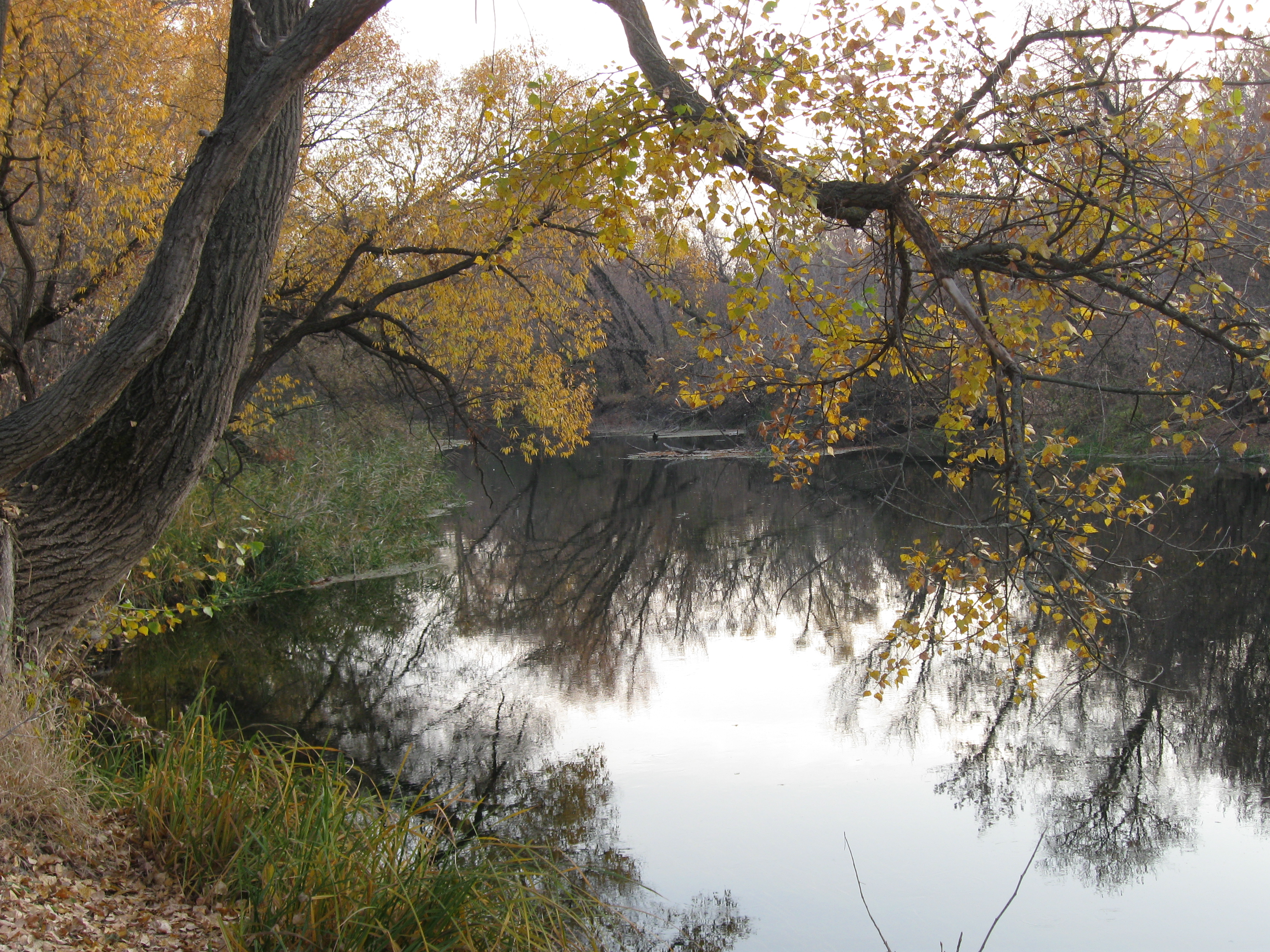
Айдар восени
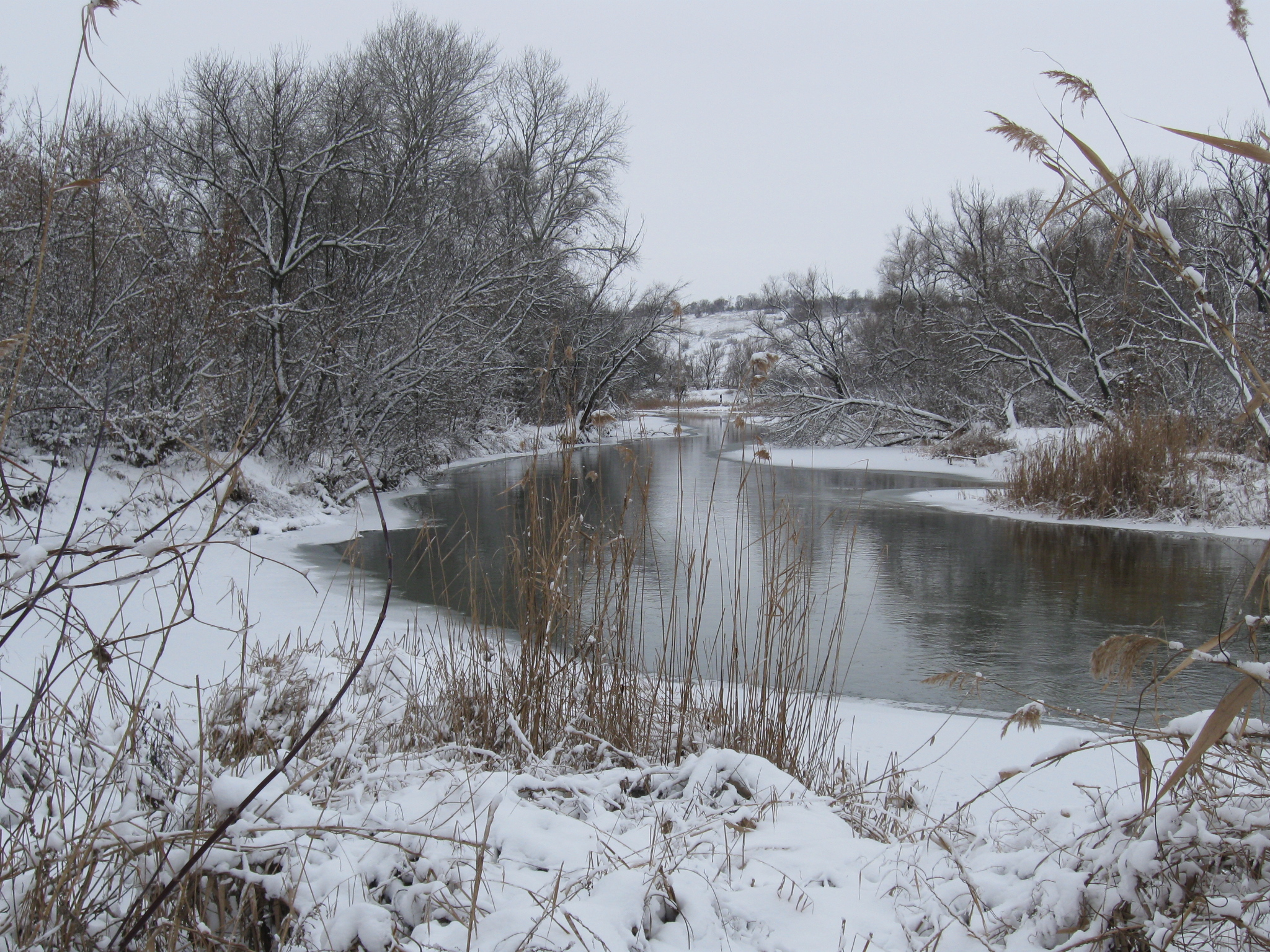
Айдар взимку